# José Gea Escolano
José Gea Escolano (Real de Gandía, 14 giugno 1929 – Valencia, 6 febbraio 2017) è stato un vescovo cattolico spagnolo.

## Biografia
José Gea Escolano nacque a Real de Gandía il 14 giugno 1929.

### Formazione e ministero sacerdotale
Compì gli studi ecclesiastici nel seminario metropolitano di Valencia. Il 22 aprile 1951 entrò nel Collegio-maggiore seminario della Presentazione al Tempio della Beata Vergine Maria e Tommaso di Villanova. Nel 1957 conseguì il dottorato in teologia presso la Pontificia Università di Salamanca.
Il 29 giugno 1953 fu ordinato presbitero per l'arcidiocesi di Valencia. In seguito fu vicario coadiutore della parrocchia di San Giacomo Apostolo a Moncada e professore di religione al liceo dal 1955 al 1959; parroco della parrocchia di Nostra Signora di Fatima a Valencia dal 1959;  professore di teologia morale nel Teologato "Sacra Famiglia" di Valencia dal 1960 al 1966; parroco della parrocchia di San Giacomo Apostolo a Moncada dal 1967 al 1971 e professore di teologia pastorale dal 1970 al 1971.

### Ministero episcopale
Il 25 marzo 1971 papa Paolo VI lo nominò vescovo ausiliare di Valencia e titolare di Are di Numidia. Ricevette l'ordinazione episcopale il 25 marzo successivo nella cattedrale di Valencia dall'arcivescovo metropolita di Valencia José María García Lahiguera, co-consacranti il vescovo di Maiorca Rafael Alvarez Lara e quello di San Sebastián Jacinto Argaya Goicoechea.
Il 10 settembre 1976 lo stesso papa Paolo VI lo promosse vescovo di Ibiza.
Il 15 maggio 1987 fu papa Giovanni Paolo II a nominarlo vescovo di Mondoñedo-Ferrol.
Il 6 giugno 2005 papa Benedetto XVI accettò la sua rinuncia la governo pastorale della diocesi per raggiunti limiti di età. Per alcuni prestò servizio come missionario nella diocesi di Carabayllo, in Perù, e poi tornò a vivere a Valencia, dove trascorse gli ultimi anni della sua vita.
In seno alla Conferenza episcopale spagnola fu membro della commissione per la pastorale, della commissione per il clero e della commissione mista dell'episcopato e presidente della commissione per la pastorale del turismo.
Morì a Valencia il 6 febbraio 2017 all'età di 87 anni. Le esequie si tennero il giorno successivo alle ore 17:30 nella cattedrale di Valencia e furono presiedute dal cardinale Antonio Cañizares Llovera. Al termine del rito fu sepolto nella cappella di San Giuseppe dello stesso edificio.

## Opere
- La esencia de la gracia, como participación especial de Dios a través del ser, en Pedro de Ledesma (tesi di dottorato), Salamanca 1960;
- Ser sacerdote en el mundo de hoy y mañana. Ed. PPC, 200 pag. (1991);
- Joven, ¿y tu vocación?;
- Stop, Cristo en tu camino;
- El desafío vocacional de las parábolas;
- De tú a tú con Jesús;
- Soy Jesús, ¿me conoces?;
- Cristianos del mañana;
- Catecismo básico;
- El Catecismo de los catequistas;
- A grandes retos, grandes testigos.

## Genealogia episcopale
La genealogia episcopale è:
- Cardinale Scipione Rebiba
- Cardinale Giulio Antonio Santori
- Cardinale Girolamo Bernerio, O.P.
- Arcivescovo Galeazzo Sanvitale
- Cardinale Ludovico Ludovisi
- Cardinale Luigi Caetani
- Cardinale Ulderico Carpegna
- Cardinale Paluzzo Paluzzi Altieri degli Albertoni
- Papa Benedetto XIII
- Papa Benedetto XIV
- Cardinale Enrico Enriquez
- Cardinale Francisco de Solís Folch de Cardona
- Vescovo Agustín Ayestarán Landa
- Arcivescovo Romualdo Antonio Mon y Velarde
- Cardinale Francisco Javier de Cienfuegos y Jovellanos
- Cardinale Cirilo de Alameda y Brea, O.F.M.
- Cardinale Juan de la Cruz Ignacio Moreno y Maisanove
- Cardinale José María Martín de Herrera y de la Iglesia
- Patriarca Leopoldo Eijo y Garay
- Arcivescovo José María García Lahiguera
- Vescovo José Gea Escolano